# Elaenia mesoleuca
Elaenia mesoleuca là một loài chim trong họ Tyrannidae.